# NOT AT ALL
『NOT AT ALL』（ノット・アット・オール）は、CHAGE and ASKAの20作目のオリジナル・アルバムでもあり、表記は異なるが本作の1曲目の楽曲でもある。2001年12月27日に発売された。発売元はキティMME。
2009年3月25日に再発売された。現在は廃盤作品となっている。

## 背景・リリース
ユニバーサルミュージック・キティMME 移籍後初となるアルバム。前作『NO DOUBT』からおよそ2年4か月ぶりとなるオリジナル・アルバムで、引き続きセルフ・プロデュース作品となった。CD-EXTRA仕様で発売された。初回限定盤はクリアカード・ジャケット仕様である。
本作は、2001年8月25日のデビュー日に発売と発表がされていたが、それが10月発売に延期、さらに12月発売へとたびたび延期された。

## 制作
2001年に発売された4枚のシングルから、カップリング曲を含め6曲が収録されている（『C-46』のカップリング曲「Born the trap」は未収録）。また、1991年に発売したシングル『SAY YES』のカップリング曲であった「告白」が、新たにレコーディングされて収録されており、結果としてアルバム曲は3曲のみとなっている。
1992年の『GUYS』以来となるロンドンに滞在してのレコーディングが行われ、帰国後も作業を東京に移し、レコーディングが続けられた。ロンドン滞在当初は、CHAGE・ASKA・スタッフで共同生活を行なっていたが、CHAGEとASKAの生活スタイルの違いから、2週間ほどで別々の住まいになったと述べている。

## ツアー
上述の通り発売の延期があったため、アルバム発売前の10月6日からコンサートツアー『CHAGE and ASKA CONCERT TOUR 01>>02 NOT AT ALL』がスタートする形となった。翌年の春まで全国のホール会場74公演に、追加アリーナ会場10公演を行なう過去最大本数のツアーを行なった。

## 収録曲
| #         | タイトル                   | 作詞           | 作曲             | 編曲                                                          | 時間  |
| --------- | -------------------------- | -------------- | ---------------- | ------------------------------------------------------------- | ----- |
| 1.        | 「not at all」             | ASKA、松井五郎 | ASKA             | ASKA、鈴川真樹、Richard Cottle、Paul Staveley O'Duffy（英語） | 5:02  |
| 2.        | 「ふたりなら」             | CHAGE and ASKA | CHAGE            | 松本晃彦                                                      | 5:03  |
| 3.        | 「鏡が映したふたりでも」   | ASKA           | ASKA             | ASKA、松本晃彦                                                | 5:17  |
| 4.        | 「アジアンレストランにて」 | ASKA、CHAGE    | CHAGE            | Paul Staveley O'Duffy、村田努                                 | 4:41  |
| 5.        | 「パラシュートの部屋で」   | ASKA           | ASKA             | ASKA、鈴川真樹、Richard Cottle、Paul Staveley O'Duffy         | 5:26  |
| 6.        | 「凛」                     | CHAGE          | CHAGE、Tom Watts |                                                               | 1:58  |
| 7.        | 「C-46」                   | ASKA           | ASKA             | ASKA、鈴川真樹、Richard Cottle、Paul Staveley O'Duffy         | 4:49  |
| 8.        | 「夢の飛礫」               | CHAGE          | CHAGE、Tom Watts | 十川知司                                                      | 5:36  |
| 9.        | 「ロケットの樹の下で」     | ASKA           | ASKA             | ASKA、松本晃彦                                                | 5:14  |
| 10.       | 「告白」                   | 青木せい子     | CHAGE            | Elder Street Boys                                             | 4:45  |
| 合計時間: | 合計時間:                  | 合計時間:      | 合計時間:        | 合計時間:                                                     | 47:51 |

## 楽曲解説
1. not at all
TBS系情報番組『エクスプレス』オープニングテーマ[注 1]。
2. ふたりなら
シングル『ロケットの樹の下で』のカップリング曲。
3. 鏡が映したふたりでも
CHAGEとASKA出演のNEC 企業CMソング[注 2]。
2004年に発売されたバラッド集『THE STORY of BALLAD II』にも収録されている。
4. アジアンレストランにて
シングル『パラシュートの部屋で』のカップリング曲。
5. パラシュートの部屋で
42枚目シングル。
6. 凛
本作の中では一番短い、およそ2分弱の楽曲。Chageは、この曲を「未完成の状態でアルバムに入れた」と2024年に自身のラジオ番組「Chageの音道」にて語っている。
7. C-46
43枚目シングル。
8. 夢の飛礫
44枚目シングル。アウトロが、シングル収録時とは異なるミックスで収録されている。
9. ロケットの樹の下で
41枚目シングル。
10. 告白
1991年7月24日発売のシングル『SAY YES』のカップリング曲。2コーラス目がカットされ、演奏時間が短くなっている。

## 参加ミュージシャン
| not at all - Keyboards：Richard Cottle - Drums：Chris Whitten （英語） - Guitars：鈴川真樹、Robbie McIntosh （英語） - Programming：Paul Staveley O'Duffy （英語）, Richard Cottle, 小笠原学 - Strings：The London Telefilmonic Orchestra - French Horn：Paul Pritchard, James Rattigan ふたりなら - Keyboards：松本晃彦 - Drums：江口信夫 - Bass：荻原基文 - Guitars：鈴川真樹 - Additional Guitars：松本晃彦、木村紡次 - Programming：森下晃、海津賢 鏡が映したふたりでも - Keyboards：松本晃彦 - Drums：江口信夫 - Bass：荻原基文 - Guitars：狩野良昭、鈴川真樹 - Programming：森下晃 アジアンレストランにて - Keyboards：Richard Cottle - Drums：Chris Whitten - Bass：Jeremy Meehan - Guitars：鈴川真樹 - Programming：Paul Staveley O'Duffy, Richard Cottle, 村田努 パラシュートの部屋で - Keyboards：Robin Smith, Richard Cottle - Drums：Chris Whitten - Bass：Jeremy Meehan - Guitars：鈴川真樹、Robbie McIntosh - Programming：Paul Staveley O'Duffy, Richard Cottle, 小笠原学 - Percussion：Luis Jardim （英語） - Backing Vocals：西司 | 凛 - Guitars：木村紡次 C-46 - Keyboards：Richard Cottle - Drums：Chris Whitten - Bass：Jeremy Meehan - Guitars：Robbie McIntosh - Programming：Paul Staveley O'Duffy, Richard Cottle, 小笠原学 - Strings：The London Telefilmonic Orchestra 夢の飛礫 - Keyboards：十川知司 - Drums：河村智康 - Bass：松井敬治 - Guitars：狩野良昭 - Programming：十川知司、小笠原学 - Strings：後藤勇一郎グループ - Backing Vocals：西司 ロケットの樹の下で - Keyboards：松本晃彦 - Drums：江口信夫 - Bass：荻原基文 - Guitars：鈴川真樹 - Programming：森下晃 告白 - Keyboards：澤近泰輔、旭純 - Drums：今泉正義 - Bass：惠美直也 - Guitars：狩野良昭、鈴川真樹 - Programming：小笠原学 |